# راندال إف. ديكي
راندال إف. ديكي هو سياسي أمريكي، ولد في 5 يوليو 1899، وتوفي في 1 أكتوبر 1975. نشط حزبياً في الحزب الجمهوري الكاليفورني ‏. وقد انتخب عضو جمعية ولاية كاليفورنيا ‏.